# Policijski zatvor u staroj zgradi Općine u Splitu
Policijski zatvor u staroj zgradi Općine, policijski zatvor u Splitu. Nalazio se je na početku današnje Vukovarske ulice u Splitu.
Tijekom talijanske okupacije u drugome svjetskom ratu kroz ovaj je zatvor prošlo preko 10.000 ljudi. 
Spavali su na daskama i betonu. U prosjeku je u sobi bilo po 20 do 30 ljudi. Uvjeti su bili loši, kao i u ostalim zatvorima: puni ušiju, stjenica, bilo je puno svraba. Zatočenici nisi imali prave nužnike, nego su u ćelijama obavljali nuždu obavljali u kible. Praznile su se samo jednom i to ujutro, pa bi do večeri bile pretrpane, a smrad je bio nepodnošljiv. Ovaj je zatvor osobito bio pretrpan da su zatvorenici morali spavati na boku, a mnogi su morali spavati ispod dasaka na betonu.
Bio je na zlu glasu po zlostavljanju zatvorenika. Osumnjičenici su saslušavani i strahovito mučeni. Do smrti su u njemu mučeni pored ostalih Ćiro Gamulin, Jerko Ivančić i ini. Zatvorenici su u skupinama odvođeni na strijeljanje u Trogir i Šibenik.
Nakon pada Italije rujna 1943. godine partizanska vlast dolazi uskoro u Split. Želeći zatrti i simbolički tragove patnjâ i strašnu prošlost, splitski su rodoljubi spalili zatvorske prostore. Drugi spaljeni zatvor bio je sudski zatvor na Obali.
Ostali zatvori imali u Splitu imali su različite namjene i tretman: zatvor u Nodilovoj zgradi bio je mjesto masovnijeg zatvaranja građana poslije izvršenih racija, u Spinutu je bio zatvore za mladež ("napredne omladince" u komunističkom nazivlju), ispred Zlatnih vrata gdje je danas spomenik Grguru Ninskom bio je prihvatni logor te ini zatvori.
Danas je na mjestu gdje je bio zatvor veliki Spomenik političkim zatvorenicima, interniranima i deportiranima. Podignut je između današnjih upravnih zgrada Splitsko-dalmatinske županije. Arhitekt Vuko Bombardelli osmislio je arhitektonsko rješenje. Skulpturu je izradio akademski kipar Željko Radmilović. Spomenik je otkriven 26. listopada 1976., na 32. obljetnicu nadnevka koji se u doba Jugoslavije obilježavala kao Dan oslobođenja Splita.